# Silver Spring
Silver Spring er en bebyggelse i delstaten Maryland, USA. Området ligger i Montgomery County tæt på Washington D.C. Byområdet udgør ikke en kommune eller ikke anden form for administrativt område, men er i praksis en forstad til Washington. Ved folketællingen i USA i 2020 var befolkningstallet 81.015, hvilket gør Silver Spring til det femte mest befolkede sted i Maryland efter Baltimore, Columbia, Germantown og Waldorf.
Silver Spring Downtown, der grænser op til den nordlige spids af Washington D.C., er den ældste og mest urbaniserede del af området, omgivet af flere indre forstadsboligkvarterer inden for Capital Beltway. Siden 2004 er der blevet bygget mange blandede bebyggelser, der kombinerer detailhandel, boliger og kontorlokaler.
Silver Spring er navngivet efter en kilde med glimmer, der blev opdaget der i 1840 af Francis Preston Blair, som efterfølgende købte en stor del af den omkringliggende jord. Acorn Park, syd for downtown, menes at være stedet hvor den oprindelige kilde lå.
Silver Springs grænser ikke fast defineret. Ved folketællingen i 2010 opgjorde U.S. Census Bureau arealet til 20,5 km2 Det var en reduktion på 15 % i forhold til tidligere år.